# 四氯环氧乙烷
四氯环氧乙烷是一种有机化合物，化学式为C2Cl4O，它是四氯乙烯的可能的代谢产物。它是稳定的化合物，但是加热可以重排为三氯乙酰氯。
它可以代谢为三氯乙酰氯，并水解为三氯乙酸。